# Enrique Flores Magón

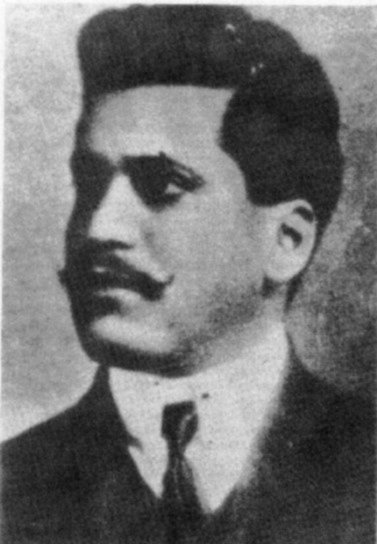
Enrique Flores Magón

Enrique Flores Magón (Teotitlán, 13 april 1877 - Mexico-Stad, 28 oktober 1954) was een Mexicaans journalist en revolutionair.
Flores Magón was de jongste van drie broers, zijn broers Ricardo en Jesús waren eveneens bekende revolutionairs. Hij raakte betrokken in het verzet tegen de dictator Porfirio Díaz en publiceerde samen met zijn broers El hijo de El Ahuizote en Regeneración. De Flores Magons werden meerdere keren gearresteerd, en een manifestatie
te hebben gehouden bij een bijeenkomst van voorstanders van Díaz werden zij verbannen naar de Verenigde Staten.
Vanuit de Verenigde Staten organiseerde Flores Magón de Mexicaanse Liberale Partij (PLM) die tijdens de Mexicaanse Revolutie meerdere invallen in Mexico organiseerde. In 1922 keerde hij terug naar Mexico, en richtte in 1933 de Nationale Boerenconfederatie (CNC) op. Hij overleed in 1954.